# Byron Lichtenberg
Byron Kurt Lichtenberg (Stroudsburg, 19 de fevereiro de 1948) é um astronauta norte-americano, veterano de duas missões do ônibus espacial.
Trabalhou como pesquisador no Instituto de Tecnologia de Massachusetts (MIT) entre 1978 e 1984, junto ao projeto Spacelab, da NASA, depois de servir como piloto de combate no Vietnã, onde recebeu diversas condecorações por bravura.
Byron foi o primeiro especialista de carga do programa do ônibus espacial. Foi ao espaço em novembro de 1983, na STS-9 Columbia, a primeira missão do laboratório espacial Spacelab. 
Seu retorno se deu em março de 1992, na STS-45 Atlantis, outra missão de nove dias no espaço com a utilização do Spacelab, que se dedicou a estudos atmosféricos e astronômicos, nessa missão ficou famoso por ser o autor da foto batizada também por ele mesmo de "Buraco da Terra".
Com 468 horas acumuladas no espaço, hoje preside a Zero Gravity Corporation, uma empresa privada dedicada a proporcionar voos com sensação de gravidade zero ao público em geral.

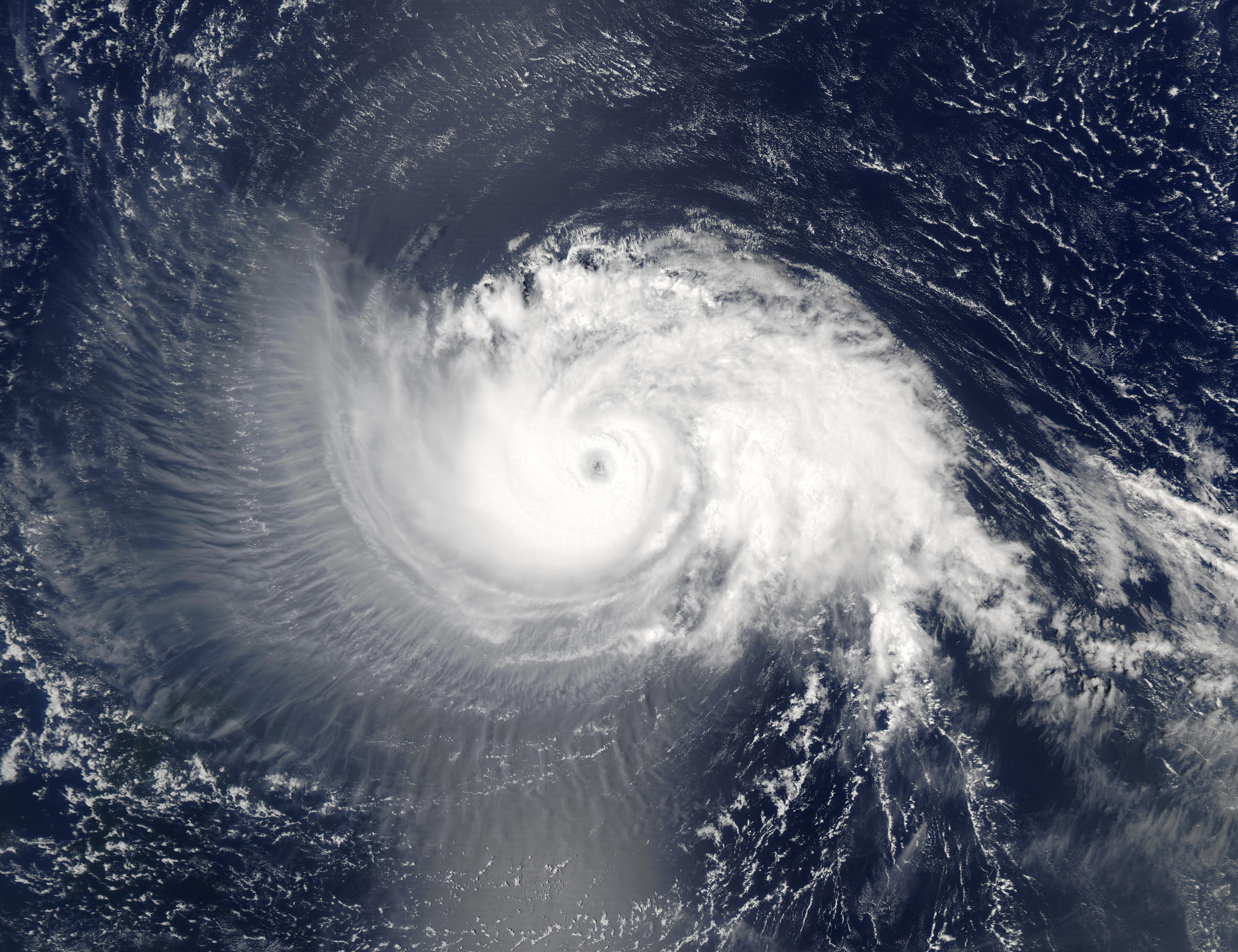
O Furacão Winston visto do Atlantis.